# Leucospis varicollis
Leucospis varicollis är en stekelart som beskrevs av Cameron 1909. Leucospis varicollis ingår i släktet Leucospis och familjen Leucospidae. Inga underarter finns listade i Catalogue of Life.